# Paradoxides gracilis
Paradoxides gracilis je druh poměrně velkého paradoxidního trilobita ze středního kambria, který dorůstal do velikosti až 20 cm. Jedná se o významný druh jineckého kambria popsaný již v roce 1827. Byl dobře znám francouzskému paleontologovi Joachimu Barrandovi, který v okolí Jinců prováděl své výzkumy, proto je tento trilobit také ztvárněn na jeho bustě v Národním muzeu.

## Popis
Tělo trilobita se od hlavy k ocasu postupně zužuje a je zakončené dvěma pygidiálními (ocasními) trny. Glabela je zploštělá a „roztažená“ do stran, obě líce jsou zakončené dlouhým trnem.